# Euskaltel-Euskadi 2007
Questa voce raccoglie le informazioni riguardanti l'Euskaltel-Euskadi nelle competizioni ufficiali della stagione 2007.

## Stagione
La squadra ciclistica spagnola Euskaltel-Euskadi partecipò, nella stagione 2007, all'UCI ProTour, giungendo undicesima nella classifica finale a squadre. A livello individuale arrivarono sette vittorie nel circuito Pro e una in quello Continental.

## Organico

### Staff tecnico
GM=General manager; DS=Direttore sportivo.
|  | Naz.              | Ruolo | Sportivo            |  |  |  |
|  | ----------------- | ----- | ------------------- |  |  |  |
|  | Spagna (bandiera) | GM    | Miguel Madariaga    |  |  |  |
|  | Spagna (bandiera) | DS    | Gorka Gerrikagoitia |  |  |  |
|  | Spagna (bandiera) | DS    | Javier Carbayeda    |  |  |  |
|  | Spagna (bandiera) | DS    | Jon Odriozola       |  |  |  |

### Rosa
|  | Naz.                 |  | Sportivo            | Anno |  |  |
|  | -------------------- |  | ------------------- | ---- |  |  |
|  | Spagna (bandiera)    |  | Beñat Albizuri      | 1981 |  |  |
|  | Spagna (bandiera)    |  | Igor Antón          | 1983 |  |  |
|  | Spagna (bandiera)    |  | Lander Aperribai    | 1982 |  |  |
|  | Spagna (bandiera)    |  | Andoni Aranaga      | 1979 |  |  |
|  | Spagna (bandiera)    |  | Mikel Astarloza     | 1979 |  |  |
|  | Spagna (bandiera)    |  | Jorge Azanza        | 1982 |  |  |
|  | Spagna (bandiera)    |  | Jon Bru             | 1977 |  |  |
|  | Venezuela (bandiera) |  | Unai Etxebarria     | 1972 |  |  |
|  | Spagna (bandiera)    |  | Koldo Fernández     | 1981 |  |  |
|  | Spagna (bandiera)    |  | Aitor Galdós        | 1979 |  |  |
|  | Spagna (bandiera)    |  | Dionisio Galparsoro | 1978 |  |  |
|  | Spagna (bandiera)    |  | Aitor Hernández     | 1982 |  |  |
|  | Spagna (bandiera)    |  | Iban Iriondo        | 1984 |  |  |
|  | Spagna (bandiera)    |  | Markel Irizar       | 1980 |  |  |
|  | Spagna (bandiera)    |  | Iñaki Isasi         | 1977 |  |  |
|  | Spagna (bandiera)    |  | Andoni Lafuente     | 1985 |  |  |
|  | Spagna (bandiera)    |  | Iñigo Landaluze     | 1977 |  |  |
|  | Spagna (bandiera)    |  | Antton Luengo       | 1981 |  |  |
|  | Spagna (bandiera)    |  | Iban Mayoz          | 1981 |  |  |
|  | Spagna (bandiera)    |  | Juan José Oroz      | 1980 |  |  |
|  | Spagna (bandiera)    |  | Aketza Peña         | 1981 |  |  |
|  | Spagna (bandiera)    |  | Alan Pérez          | 1982 |  |  |
|  | Spagna (bandiera)    |  | Rubén Pérez         | 1981 |  |  |
|  | Spagna (bandiera)    |  | Samuel Sánchez      | 1978 |  |  |
|  | Spagna (bandiera)    |  | Amets Txurruka      | 1982 |  |  |
|  | Spagna (bandiera)    |  | Unai Uribarri       | 1984 |  |  |
|  | Spagna (bandiera)    |  | Iván Velasco        | 1980 |  |  |
|  | Spagna (bandiera)    |  | Gorka Verdugo       | 1978 |  |  |
|  | Spagna (bandiera)    |  | Haimar Zubeldia     | 1977 |  |  |
|  | Spagna (bandiera)    |  | Joseba Zubeldia     | 1979 |  |  |

## Palmarès

### Corse a tappe
- Tour de Romandie

4ª tappa (Igor Antón)
- Tirreno-Adriatico

7ª tappa (Koldo Fernandez)
- Vuelta al País Vasco

6ª tappa (Samuel Sánchez)
Classifica scalatori (Aitor Hernández)
- Volta a Catalunya

7ª tappa (Samuel Sánchez)
- Vuelta a España

15ª tappa (Samuel Sánchez)
19ª tappa (Samuel Sánchez)
20ª tappa (Samuel Sánchez)

### Corse in linea
- Trofeo Calvia (Unai Etxebarria)

## Classifiche UCI

### UCI ProTour
Individuale
Piazzamenti dei corridori dell'Euskaltel-Euskadi nella classifica individuale UCI ProTour 2007.
| Pos. | Ciclista        | Punti |
| ---- | --------------- | ----- |
| 9    | Samuel Sánchez  | 159   |
| 40   | Mikel Astarloza | 56    |
| 44   | Haimar Zubeldia | 53    |
| 48   | Igor Antón      | 45    |
| 113  | Iñigo Landaluze | 10    |
| 142  | Koldo Fernández | 7     |

Squadra
La squadra Euskaltel-Euskadi chiuse in undicesima posizione con 227 punti.